# Прорезывание зубов

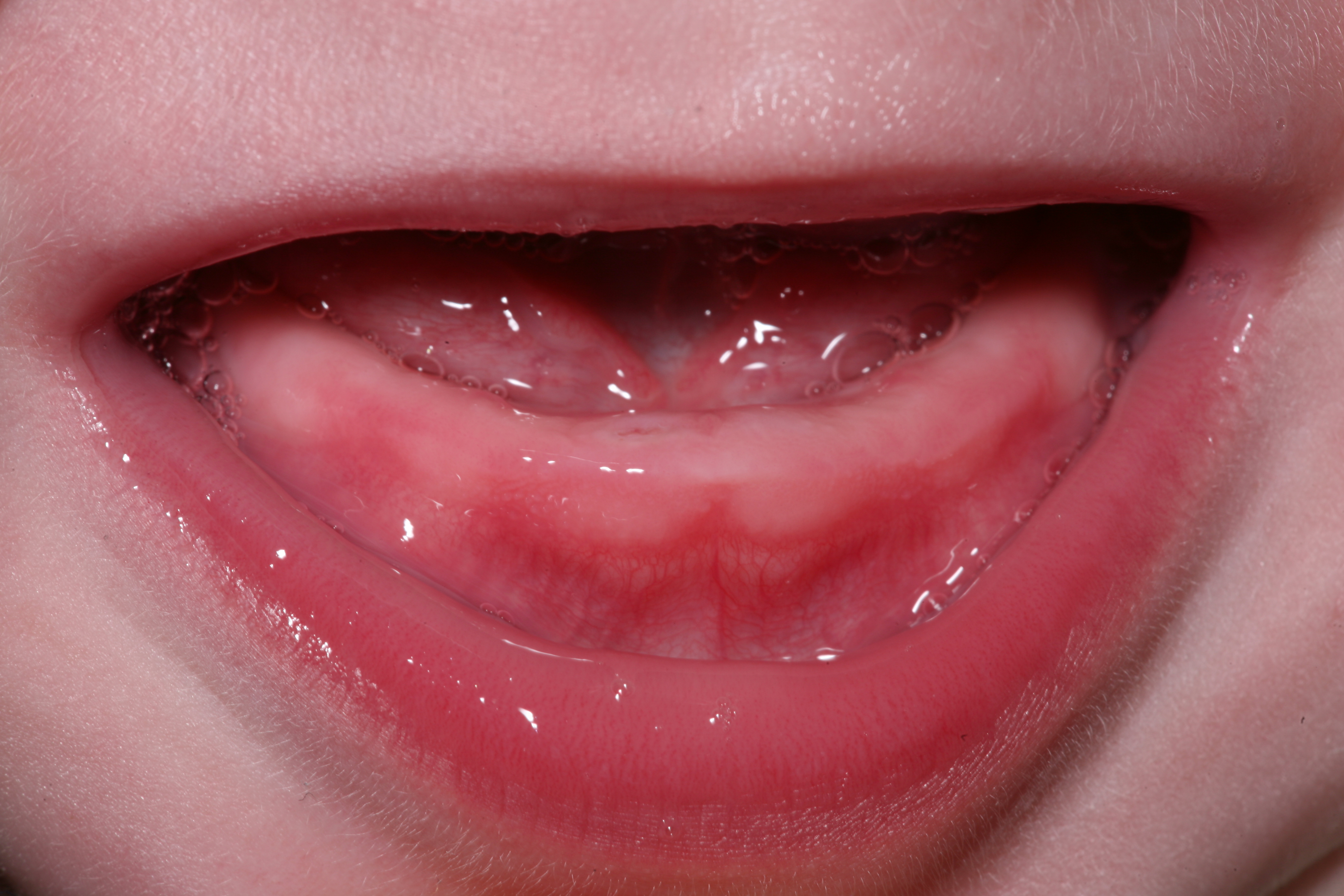
Рот девятимесячного младенца, нижний центральный зуб которого почти прорезался

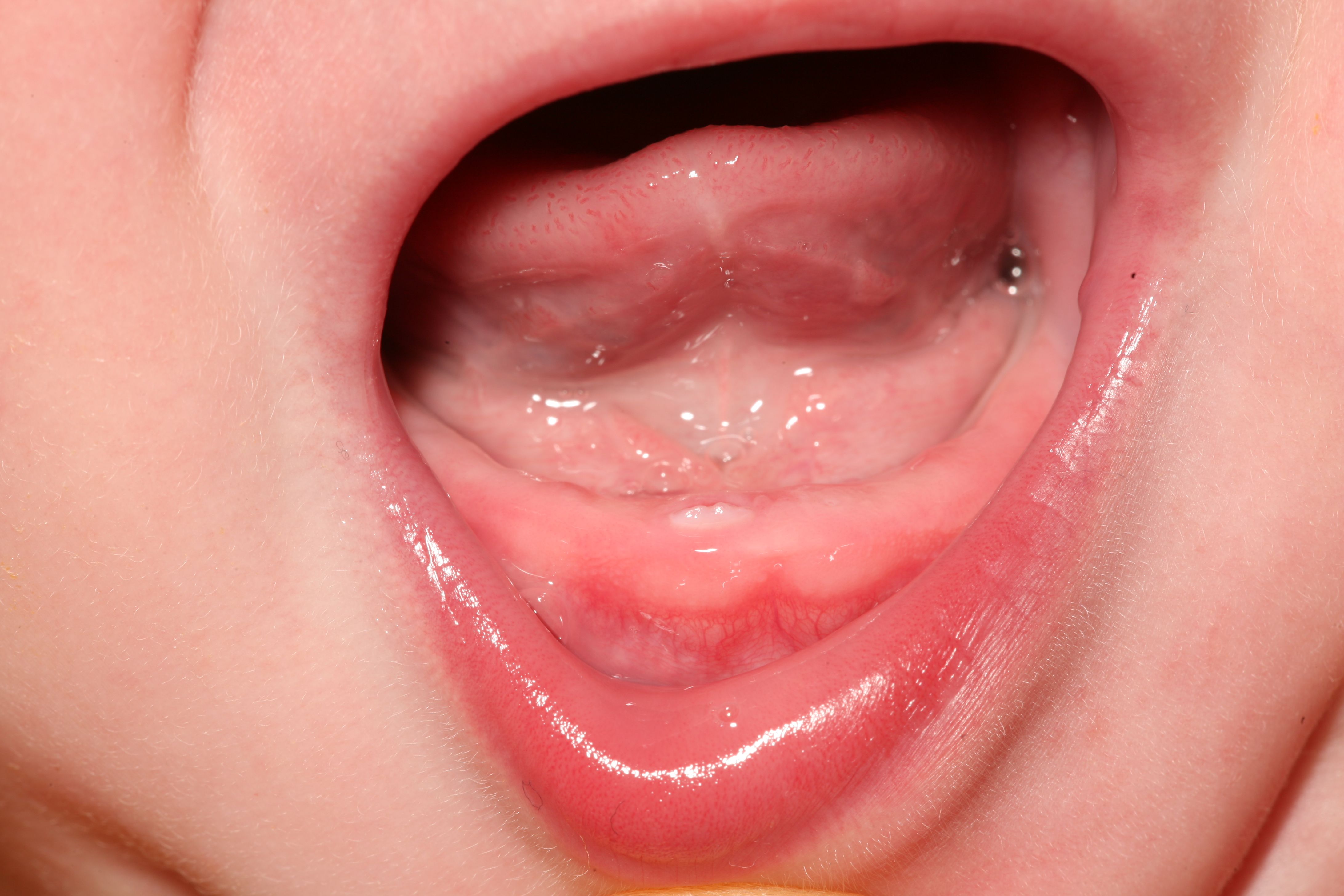
5 дней спустя резец уже виден

Проре́зывание зубо́в — постепенное появление коронок зубов над поверхностью альвеолярного отростка челюсти и десны. Процесс заканчивается с появлением над десной всей коронки зуба вплоть до шейки.
У человека прорезывание зубов происходит дважды — первый период, прорезывания 20 молочных зубов, длится от 6 до 24-30 месяца жизни, второй период — от 5 до 14 лет, когда происходит смена зубов на постоянные. Зубы мудрости прорезываются в 17-25 лет или не прорезываются вовсе. Сроки и порядок прорезывания могут иногда нарушаться, чаще всего патология прорезывания связана с зубами мудрости. Известны случаи рождения детей с уже прорезавшимися 1-2 молочными зубами. Со второй половины XX века прорезывание зубов стало более ранним, что связывают с акселерацией.
С прорезыванием зубов раньше ошибочно связывалась младенческая смертность; в 1842 году оно было указано причиной смерти 4,8 % умерших в Лондоне детей в возрасте до 1 года и 7,3 % детей в возрасте от 1 до 3 лет. Прорезывание зубов является естественным процессом, и смертность иногда могли вызвать методы лечения, включавшие пиявки на десну и прижигания затылка. Ещё в учебнике 1938 года рекомендовалось вскрытие десны во вспомогание зубу; облегчающие состояние порошки могли содержать ртуть, что тоже могло вызвать смерть.
В Англии XVII—XIX века в игрушки для прорезывания зубов вставлялись кораллы, слоновая кость; есть предположения, что это делалось из соображений своеобразной магии, чтобы помочь ребёнку справиться с болью.